# Stan (entreprise)
Pour les articles homonymes, voir Stan.
Stan, stylisée sous le nom de Stan., est une entreprise australienne de streaming qui offre un abonnement à des films et des émissions de télévision sélectionnés.
Lancée le 26 janvier 2015 — l'Australia Day —, Stan est une filiale de StreamCo (en), qui est une coentreprise de Nine Entertainment Co. et de Fairfax Media. Stan rivalise principalement avec les services de diffusion en ligne basés aux États-Unis comme Netflix et Amazon Video.
La comédie originale de Stan, No Activity (en), est devenue en 2016 le premier programme de vidéo à la demande à avoir été nommé pour un Logie Award.
Le 13 décembre 2018, Disney signe un contrat de diffusion avec Nine Entertainment Co. pour diffuser du contenu à la demande sur Stan,,